# Pingelap
Pingelap (auch: Pelelap, Pingerappu To; Englisch veraltet: Musgrave oder Mac-Askill Island) ist ein westpazifisches Atoll mit drei Hauptinseln im Bundesstaat Pohnpei der Föderierten Staaten von Mikronesien. Auf dem Atoll leben 258 Einwohner (Stand 2010).

## Geographie
Pingelap ist die östlichste Landmasse des mikronesischen Bundesstaats Pohnpei. Die von Purdy mit 29 km² angegebene Gesamtfläche des Atolls scheint im Vergleich mit dem Satellitenbild deutlich überhöht, der tatsächliche Wert dürfte bei fünf Quadratkilometern liegen. Davon sind 1,75 km² Landfläche und 1,20 km² Lagune; der Rest wird vom überfluteten Korallenriff eingenommen. Die kleine Lagune gliedert sich in zwei Becken. Das tiefere südöstliche Becken ist bis zu 42 Meter tief.

## Geschichte

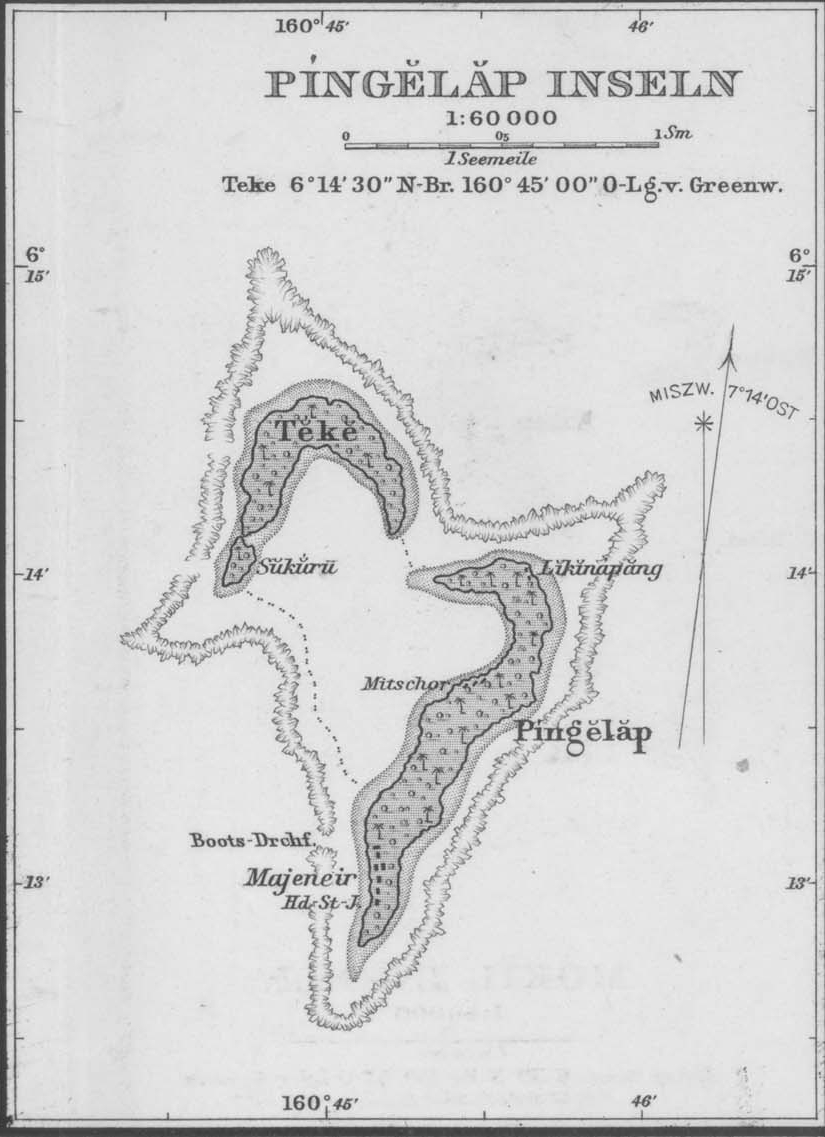
Alte Karte des Atolls

Das Atoll mit den Inseln Pingelap (Südosten), Sukoru (Westen) und Daekae (Nordwesten) liegt etwa 270 Kilometer ostsüdöstlich von Pohnpei und wurde 1793 durch Thomas Musgrave für die Europäer entdeckt. Zu der Zeit war es bereits seit rund 800 Jahren besiedelt. Im Jahr 1775 fielen neunzig Prozent der damals rund tausend Inselbewohner dem Taifun Lengkieki zum Opfer; die meisten Überlebenden starben kurz danach an Hunger, da die gesamte Vegetation einschließlich Kokospalmen, Brotfruchtbäumen und Bananenstauden zerstört worden war und daher Fisch als einzige Nahrungsquelle verblieb.

## „Insel der Farbenblinden“
In seinem Buch Die Insel der Farbenblinden berichtet Oliver Sacks, ausgehend von nur etwa 20 Überlebenden sei die Bevölkerung allmählich wieder angewachsen, aber in der vierten Generation nach dieser Umweltkatastrophe habe sich eine „neue“ Krankheit bemerkbar gemacht: „Die ersten Kinder mit der pingelapesischen Augenkrankheit wurden geboren, und im Laufe weniger Generationen war ihre Zahl auf mehr als fünf Prozent der Bevölkerung angestiegen – etwa den Wert, bei dem sie heute noch liegt.“ Das Bevölkerungswachstum war nicht ohne Inzucht vonstattengegangen, was zur Folge hatte, dass bestimmte genetische Merkmale, die zuvor nur selten in Erscheinung getreten waren, sich in der Bevölkerung ausbreiten konnten. Eines davon führte zu einer vollständigen Achromatopsie (Farbenblindheit): „Die Mutation, die für Achromatopsie verantwortlich ist, dürfte schon Jahrhunderte zuvor aufgetreten sein, doch handelte es sich um ein rezessives Gen, und solange die Bevölkerung groß genug war, blieb die Wahrscheinlichkeit, dass zwei Träger dieses Gens heirateten und dass die Krankheit bei ihren Kindern manifest wurde, sehr gering. All dies veränderte sich mit dem Taifun.“
Heute ist etwa ein Drittel der Bevölkerung Träger der Erbanlage, die zur Fehlsichtigkeit führt, und von den etwa 250 Einwohnern sind etwa 75 farbenblind. In anderen Regionen der Erde kommt ein Fall von Farbenblindheit auf 30.000 Einwohner. Die von der Augenkrankheit Betroffenen geben allerdings an, es zeige sich ihnen eine Vielfalt an Schattierungen, Kontrasten und Helligkeiten, so beim Fischfang, die Farbsehenden entgehe.

## Verwaltungsgliederung
Seit historischer Zeit war Pingelap in zwei Distrikte gegliedert, Likinepeng (Lehpeng) und Lepeir. Likinepeng gilt als Hauptort des Atolls.